# Genius loci (court métrage)
Pour les articles homonymes, voir Genius loci.
 (juillet 2025).
Pour plus de détails, voir Fiche technique et Distribution.

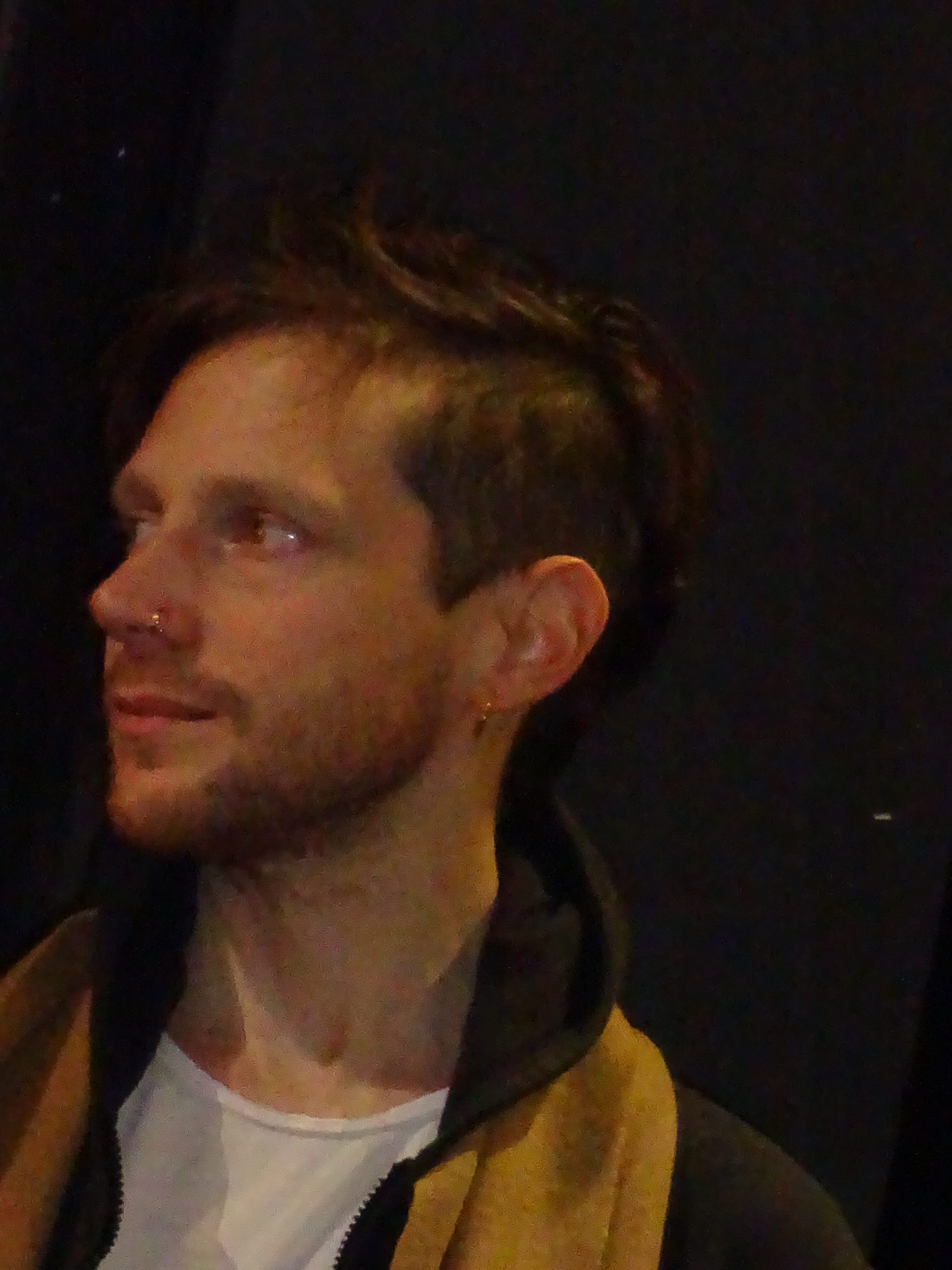
Le réalisateur français Adrien Mérigeau lors d'une séance de questions-réponses à la Berlinale 2020, à Berlin, en février 2020

Genius loci est un court métrage d'animation français réalisé par Adrien Merigeau et sorti en 2020.

## Fiche technique
- Titre original : Genius loci
- Réalisation : Adrien Merigeau
- Scénario : Adrien Merigeau et Nicolas Pleskof
- Musique : Théo Mérigeau et Lê Quan Ninh
- Animation : Rui Chang, Camille Chao, Hippolyte Cupillard, Céline Devaux, Vaiana Gauthier, Alan Holly, Lisa Matuszak, Camille Mounier, Hefang Wei et Chenghua Yang
- Décors : Brecht Evens et Adrien Merigeau
- Son : Julien Rabin, Maxime Roy et Laurent Sassi
- Production : Enguerrand Déterville et Amaury Ovise
- Sociétés de production : Kazak Productions et Folimage
- Société de distribution :
- Pays d'origine :  France
- Langue originale : français
- Format : couleur
- Technique: Animation
- Durée : 16 minutes
- Dates de sortie :
  - France : 19 janvier 2020 (Angers) ; 15 juin 2020 (festival d'Annecy)

## Distribution des voix
- Nadia Moussa : Reine
- Georgia Cusak : Rosie
- Jina Djemba : Mouna

## Distinctions
- Festival international du film d'animation d'Annecy 2020 : Mention du jury pour un court métrage, ex æquo avec Freeze Frame de Soetkin Verstegen
- Oscars 2021 : nomination comme meilleur court métrage d'animation